# Pube (regione anatomica)
Il pube è una regione anatomica, di forma triangolare, situata in corrispondenza della sinfisi pubica, a livello della quale, nella pubertà, la cute si riveste di peli: nella donna può presentarsi come un rilievo tondeggiante, detto monte di Venere. 
La fase dello sviluppo sessuale in cui il pube si riveste di peli è detta pubarca; essa precede il menarca nel sesso femminile e la spermatogenesi in quello maschile.

4: osso pubico
4b: ramo ilio-pubico
4c: ramo ischio-pubico